# Conservatorio Niccolò Piccinni
Il Conservatorio Niccolò Piccinni è un istituto superiore di studi musicali fondato a Bari nel 1925. È intitolato alla memoria di Niccolò Piccinni ed è un'istituzione di alta formazione musicale.

## Storia

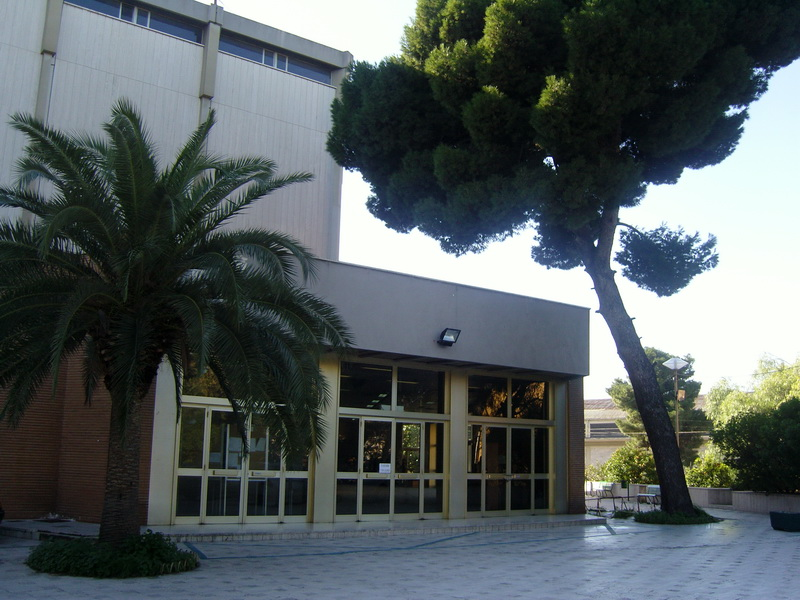
Esterno dell'auditorium

Il Conservatorio sorse come istituto musicale privato, dedicato a Niccolò Piccinni e voluto da Giovanni Capaldi. Fu inaugurato il 14 maggio 1925 e fu supportato dal Comune di Bari e dall'amministrazione provinciale. Nel 1932 l'istituto passò sotto la proprietà di un consorzio costituito dalla Provincia, dal Comune di Bari e dal Consiglio provinciale dell'economia, trasformandosi in liceo musicale. Nel 1937 esso ottenne il pareggiamento ai conservatori musicali statali. Nel 1957 il liceo si trasferì nella sede di villa Lindemann (ex Bucciero), e nel 1959 si trasformò in conservatorio di musica di Stato.
La sede venne ampliata nel 1966 con la costruzione della scuola media e contestualmente venne dato avvio ai lavori per la costruzione dell'auditorium intitolato a Nino Rota, che si protrassero fino al 1981, anno dell'inaugurazione e dell'entrata in funzione. Nel 1968 la sede venne dotata di biblioteca e nell'ottobre del 1971 sorse la sezione staccata di Monopoli, divenuta in seguito autonoma. Nel 2009 è stata completata la costruzione di un nuovo plesso di aule e avviata la ristrutturazione dell'auditorium, chiuso al pubblico dal 1992. Dal 1998 al 2010, il conservatorio dispose di una sede presso casa Piccinni nel borgo antico, attivandovi un centro internazionale di ricerche musicali e un museo della musica.
Il Conservatorio annovera tra i suoi docenti figure di spicco della vita musicale italiana, come Emanuele Arciuli, Federico Biscione, Nazzareno Carusi, Pasquale Iannone, Livio Minafra e Ludovica Rana. 

## Struttura
Il conservatorio è organizzato nei seguenti dipartimenti:
- Canto e teatro musicale
- Didattica
- Musica antica
- Nuove tecnologie e linguaggi
- Strumenti ad arco e corde
- Strumenti a fiato
- Strumenti a tastiera
- Teoria e analisi, composizione e direzione

## Direttori
- Amilcare Zanella (1925-1933)
- Pasquale La Rotella (1933-1950)
- Nino Rota (1950-1976)
- Giovanni Antonioni (1976-1982)
- Ferdinando Sarno (1982-1987)
- Raffaele Squicciarini (1987-1989)
- Marco Renzi (1989-2010)
- Francesco Monopoli (2010-2012)
- Giampaolo Schiavo (2012-2019)
- Corrado Roselli (dal 2019)